# Narratari
Narratari és un terme propi de la teoria literària, es fa servir per descriure la instància discursiva a qui el narrador dirigeix el seu discurs. El terme va ser proposat per primera vegada per Gérard Genette a Figures III i completat posteriorment per Gerald Prince. Forma part de la narratologia.

## Diferència entre narratari i lector
Qualsevol narració fictiva. Necessita una instància que produeixi el discurs: un narrador; i una instància a què el discurs és dirigit: un narratari. Per tant, el narratari es localitza al mateix nivell diegètic que el narrador. Aquestes instàncies no s'han de confondre amb els equivalents reals, virtuals o ideals. En aquest sentit, el narratari no s'ha de confondre amb el lector real: aquest últim existeix i està encarnat en la persona que llegeix, l'altre és producte de la ficció. Tampoc no s'ha de confondre amb el lector virtual o implícit, ja que aquest és el lector que l'autor s'imagina i projecta dotant-lo de qualitats, capacitats, gustos, etc. I finalment, tampoc no s'ha de confondre amb el lector ideal, és a dir, la instància lectora que seria capaç de comprendre la totalitat del text.

## Classificació del narratari
Segons el seu grau de presència al text, el narratari pot ser classificat com:
- Grau zero: és quan no apareix cap marca visible o distintiva del narratari a la narració. Es tracta d'una categoria virtual que serveix com a punt de partida per identificar els narrataris als textos.[6]
- Narratari absent o no marcat: és el narratari la presència del qual no es percep amb claredat al text. És a dir, el narrador no fa explícit qui n'és l'interlocutor. No obstant això, el que sigui invisible en una narració no implica que no existeixi.[6]
- Narratari invocat: és quan el narrador apel·la directament al narratari, per exemple, quan escriu: "estimat lector".[6]
- Narratari-personatge: és el narratari que forma part de la diègesi de la història, està a nivell dels personatges[6] (per exemple, en una novel·la epistolar).

- Altres formes de classificació:
- El narratari pot ser individual o pot presentar-se en grup (aquest darrer, per exemple al Decameró, on cada narratari es torna narrador en un moment donat). També hi pot haver narratari principal i secundaris, en el cas que a la narració es presentin diversos narrataris.[7]